# 埃佩尔旺
埃佩尔旺（法語：Épervans，法語發音：[epɛʁvɑ̃]）是法国索恩-卢瓦尔省的一个市镇，属于索恩河畔沙隆区。

## 地理
埃佩尔旺（46°45'2"N, 4°54'7"E）面积12.5 平方千米，位于法国勃艮第-弗朗什-孔泰大區索恩-卢瓦尔省，该省份为法国中部省份，北起顺时针与科多尔省、汝拉省、安省、罗讷省、卢瓦尔省、阿列省和涅夫勒省接壤。
与埃佩尔旺接壤的市镇（或旧市镇、城区）包括：圣马塞尔、吕镇、索恩河畔乌鲁、圣卢德瓦雷讷、大瓦雷讷。

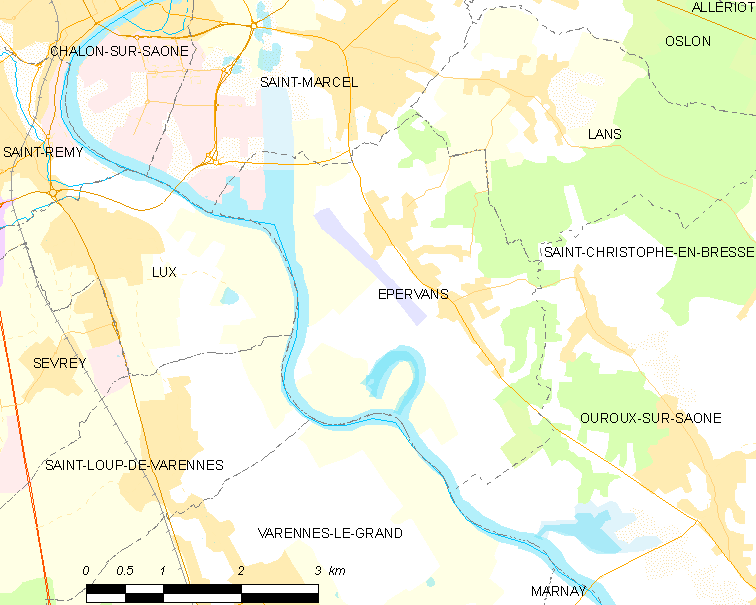
埃佩尔旺的OSM定位图

埃佩尔旺的时区为UTC+01:00、UTC+02:00（夏令时）。

## 行政
埃佩尔旺的邮政编码为71380，INSEE市镇编码为71189。

## 政治
埃佩尔旺所属的省级选区为圣雷米县。

## 人口

1962-2008年间埃佩尔旺人口变化图示

埃佩尔旺于2022年1月1日时的人口数量为1642人。